# Rüderswil
Rüderswil är en ort och kommun i distriktet Emmental i kantonen Bern, Schweiz. Kommunen har 2 425 invånare (2023).
I kommunen finns också orterna Schwanden och Zollbrück.